# Ranunculus pseudohirculus
Ranunculus pseudohirculus är en ranunkelväxtart som beskrevs av Alexander Gustav von Schrenk, F.E.L. Fischer och C.A. Meyer. Ranunculus pseudohirculus ingår i släktet ranunkler, och familjen ranunkelväxter. Inga underarter finns listade i Catalogue of Life.